# Kaj Franck
Kaj Gabriel Franck, född 9 november 1911 i Viborg, Storfurstendömet Finland, död 26 september 1989 på Santorini, Grekland. Franck var en finländsk keramiker, glas- och textilkonstnär och en av de ledande gestalterna inom finsk design. Kaj Franck var lärare för flera generationer av professionella formgivare i Finland 1940–1980 och hade stort inflytande på utvecklingen av design och konsthantverk. Hans stora insats är att ha höjt den enkla vardagsvarans konstnärliga kvalitet och 1972 fick han professors titel. Kaj Franck var dotterson till Jac Ahrenberg.

## Biografi
Franck var från 1946 ledare för standardproduktionen vid Arabia (nu en del av Iittala Group) och från 1950 konstnärlig ledare vid Notsjö glasbruk.och konstnärlig ledare och lärare vid Högskolan för tillämpad konst – föregångaren till Aalto-universitetets högskola för konst, design och arkitektur
Konstindustriella högskolan i Helsingfors – sedan 1945, men skapade mönster åt andra företag också.

## Kaj Franck-priset
Design Forum Finland delar ut det årliga designpriset Kaj Franck-priset till en designer eller ett team av designers som arbetar i den bortgångne Kaj Francks anda. Mottagare av priset är bland andra Oiva Toikka (1992), Yrjö Kukkapuro (1995), Heikki Orvola (1998), Eero Aarnio (2008), Simo Heikkilä (2011) och Harri Koskinen (2014).

## Gravplats
Franck ligger begravd på Sandudds begravningsplats i Helsingfors.

## Priser och utmärkelser
- Milanotriennalen 1951, 1954 och 1957. Det finaste av dem fick han 1957, då han erhöll Grand Prix 1957.[25]
- Milanotriennalens Grand Prix 1957
- Compasso d'Oro 1957
- Prins Eugen-medaljen 1964
- Lunningpriset
- Pro Finlandia
- Hedersdoktor vid Royal College of Art 1983

Myntverket i Finland Ab gav ut ett samlarmynt med temat "Kaj Franck och industrikonst" i januari 2011. Myntet utgavs till minne av hundraårsdagen av Franks födelse.

## Kaj Franck-priset
Design Forum Finland delar sedan 1992 ut Kaj Franck-priset som är ett penningpris på 10 000 euro.

### Uppslagsverk
- Bra Böckers lexikon, 1975